# Celebrity (album)
Pour les articles homonymes, voir Celebrity.
Albums de *NSYNC
No Strings Attached
(2000) Greatest Hits
(2005)
Singles
1. Pop
Sortie : 15 mai 2001
2. Girlfriend
Sortie : 15 avril 2002

Celebrity est le troisième et dernier album studio du boys band américain *NSYNC, sorti le 24 juillet 2001.
Au Royaume-Uni, l'album a débuté à la 12e place du hit-parade des singles (pour la semaine du 29 juillet au 4 août 2001).
Aux États-Unis, il a débuté à la 1re place du Billboard 200 (pour la semaine du 11 août 2001). L'album a passé une semaine au numéro un.

## Liste des pistes
| Édition nord-américaine | Édition nord-américaine  | Édition nord-américaine                | Édition nord-américaine | Édition nord-américaine | Édition nord-américaine | Édition nord-américaine | Édition nord-américaine | Édition nord-américaine | Édition nord-américaine |
| No                      | Titre                    | Producteur(s)                          | Durée                   |                         |                         |                         |                         |                         |                         |
| ----------------------- | ------------------------ | -------------------------------------- | ----------------------- | ----------------------- | ----------------------- | ----------------------- | ----------------------- | ----------------------- | ----------------------- |
| 1.                      | Pop                      | - BT - Timberlake - Robson             | 3:57                    |                         |                         |                         |                         |                         |                         |
| 2.                      | Celebrity                | - Rodney Jerkins - Timberlake - Robson | 3:17                    |                         |                         |                         |                         |                         |                         |
| 3.                      | The Game Is Over         | - Riprock 'n' Alex G - Chasez          | 3:25                    |                         |                         |                         |                         |                         |                         |
| 4.                      | Girlfriend               | The Neptunes                           | 4:13                    |                         |                         |                         |                         |                         |                         |
| 5.                      | The Two of Us            | - Riprock 'n' Alex G - Chasez          | 3:50                    |                         |                         |                         |                         |                         |                         |
| 6.                      | Gone                     | - Timberlake - Robson                  | 4:51                    |                         |                         |                         |                         |                         |                         |
| 7.                      | Tell Me, Tell Me... Baby | Rami                                   | 3:36                    |                         |                         |                         |                         |                         |                         |
| 8.                      | Up Against the Wall      | - Riprock 'n' Alex G - Chasez          | 3:36                    |                         |                         |                         |                         |                         |                         |
| 9.                      | See Right Through You    | - Timberlake - Robson                  | 2:52                    |                         |                         |                         |                         |                         |                         |
| 10.                     | Selfish                  | Brian McKnight                         | 4:19                    |                         |                         |                         |                         |                         |                         |
| 11.                     | Just Don't Tell Me That  | - Lundin - Schulze                     | 3:02                    |                         |                         |                         |                         |                         |                         |
| 12.                     | Something Like You       | - Timberlake - Buchanan - Wiley        | 4:14                    |                         |                         |                         |                         |                         |                         |
| 13.                     | Do Your Thing            | PAJAM                                  | 4:19                    |                         |                         |                         |                         |                         |                         |
| 49:31                   |                          |                                        |                         |                         |                         |                         |                         |                         |                         |

| Édition internationale (piste bonus) | Édition internationale (piste bonus)         | Édition internationale (piste bonus) | Édition internationale (piste bonus) | Édition internationale (piste bonus) | Édition internationale (piste bonus) | Édition internationale (piste bonus) | Édition internationale (piste bonus) | Édition internationale (piste bonus) | Édition internationale (piste bonus) |
| No                                   | Titre                                        | Producteur(s)                        | Durée                                |                                      |                                      |                                      |                                      |                                      |                                      |
| ------------------------------------ | -------------------------------------------- | ------------------------------------ | ------------------------------------ | ------------------------------------ | ------------------------------------ | ------------------------------------ | ------------------------------------ | ------------------------------------ | ------------------------------------ |
| 13.                                  | That Girl (Will Never Be Mine) (bonus track) | - Lundin - Schulze                   | 3:24                                 |                                      |                                      |                                      |                                      |                                      |                                      |
| 14.                                  | Do Your Thing                                | PAJAM                                | 4:19                                 |                                      |                                      |                                      |                                      |                                      |                                      |
| 52:55                                |                                              |                                      |                                      |                                      |                                      |                                      |                                      |                                      |                                      |

| Éditions britannique, australienne et japonaise (pistes bonus) | Éditions britannique, australienne et japonaise (pistes bonus) | Éditions britannique, australienne et japonaise (pistes bonus) | Éditions britannique, australienne et japonaise (pistes bonus) | Éditions britannique, australienne et japonaise (pistes bonus) | Éditions britannique, australienne et japonaise (pistes bonus) | Éditions britannique, australienne et japonaise (pistes bonus) | Éditions britannique, australienne et japonaise (pistes bonus) | Éditions britannique, australienne et japonaise (pistes bonus) | Éditions britannique, australienne et japonaise (pistes bonus) |
| No                                                             | Titre                                                          | Producteur(s)                                                  | Durée                                                          |                                                                |                                                                |                                                                |                                                                |                                                                |                                                                |
| -------------------------------------------------------------- | -------------------------------------------------------------- | -------------------------------------------------------------- | -------------------------------------------------------------- | -------------------------------------------------------------- | -------------------------------------------------------------- | -------------------------------------------------------------- | -------------------------------------------------------------- | -------------------------------------------------------------- | -------------------------------------------------------------- |
| 13.                                                            | That Girl (Will Never Be Mine) (bonus track)                   | - Lundin - Schulze                                             | 3:24                                                           |                                                                |                                                                |                                                                |                                                                |                                                                |                                                                |
| 14.                                                            | Falling (bonus track)                                          | - Roy "Royalty" Hamilton - Mystery                             | 3:48                                                           |                                                                |                                                                |                                                                |                                                                |                                                                |                                                                |
| 15.                                                            | Do Your Thing                                                  | PAJAM                                                          | 4:19                                                           |                                                                |                                                                |                                                                |                                                                |                                                                |                                                                |
| 56:43                                                          |                                                                |                                                                |                                                                |                                                                |                                                                |                                                                |                                                                |                                                                |                                                                |

| Réédition japonaise (pistes bonus) | Réédition japonaise (pistes bonus)              | Réédition japonaise (pistes bonus) | Réédition japonaise (pistes bonus) | Réédition japonaise (pistes bonus) | Réédition japonaise (pistes bonus) | Réédition japonaise (pistes bonus) | Réédition japonaise (pistes bonus) | Réédition japonaise (pistes bonus) | Réédition japonaise (pistes bonus) |
| No                                 | Titre                                           | Producteur(s)                      | Durée                              |                                    |                                    |                                    |                                    |                                    |                                    |
| ---------------------------------- | ----------------------------------------------- | ---------------------------------- | ---------------------------------- | ---------------------------------- | ---------------------------------- | ---------------------------------- | ---------------------------------- | ---------------------------------- | ---------------------------------- |
| 16.                                | Pop (Pablo La Rosa's Funktified Mix)            | - BT - Timberlake - Robson         | 5:38                               |                                    |                                    |                                    |                                    |                                    |                                    |
| 17.                                | Pop (Databass Remix)                            | - BT - Timberlake - Robson         | 5:31                               |                                    |                                    |                                    |                                    |                                    |                                    |
| 18.                                | Gone (Gone Clubbin' (I'll Be Back Late) Mix)    | - Timberlake - Robson              | 5:57                               |                                    |                                    |                                    |                                    |                                    |                                    |
| 19.                                | Girlfriend (The Neptunes Remix featuring Nelly) | The Neptunes                       | 4:43                               |                                    |                                    |                                    |                                    |                                    |                                    |
| 78:32                              |                                                 |                                    |                                    |                                    |                                    |                                    |                                    |                                    |                                    |